# I Walk Alone (album)
„I Walk Alone” este primul disc single lansat de cântăreața finlandeză Tarja Turunen de pe albumul My Winter Storm (2007). 

## Ordinea pieselor pe disc
Versiunea standard
1. „I Walk Alone” (versiunea single) — 4:02
2. „The Reign” — 4:45
3. „I Walk Alone (The Tweaker Remix)” — 5:30
4. „I Walk Alone” (videoclip) — 4:02